# Hannah Montana and Miley Cyrus: Best of Both Worlds Concert
Cet article possède un paronyme, voir The Best of Both Worlds.
Cet article concerne l'album live. Pour la tournée, voir Best of Both Worlds Tour. Pour le film issu de la tournée, voir Hannah Montana et Miley Cyrus : Le Film concert évènement.
Albums par Hannah Montana
Hannah Montana 2: Non-Stop Dance Party
(2007) Hannah Montana: Hits Remixed
(2008)
Albums par Miley Cyrus
Meet Miley Cyrus
(2007) Breakout
(2008)
Hannah Montana and Miley Cyrus: Best of Both Worlds Concert est le premier album live de la chanteuse américaine Miley Cyrus qui interprète Hannah Montana. Il a été enregistré en 2007 au cours de sa tournée Best of Both Worlds Tour. Sept chansons sont interprétées par son personnage, Hannah Montana, et sept autres par Miley Cyrus. L'album contient un CD live et un DVD.

## Sortie
Les sorties : 
- États-Unis : 11 mars 2008
- Royaume-Uni : 14 avril 2008
- Amérique latine : 20 avril 2008
- Australie : 21 avril 2008
- Europe : 22 avril 2008
- Asie : 21 juin 2008
- Hong Kong : 27 juin 2008
- Malaisie : juillet 2008

## Classements
| Certification (2008)           | Positions | Ventes  |
| ------------------------------ | --------- | ------- |
| U.S. Billboard 200             | 3         | 500 000 |
| Australian ARIA Charts         | 16        | 35 000  |
| Brazillian Top 40 Albums Chart | 4         | 20 000  |
| Monde                          | 13        | 700 000 |

## Pistes

### CD
| 1. | Rock Star                              | 3:35 |
| 2. | Life's What You Make It                | 3:14 |
| 3. | Just Like You                          | 3:20 |
| 4. | Nobody's Perfect                       | 3:33 |
| 5. | Pumpin' Up the Party                   | 3:11 |
| 6. | I Got Nerve                            | 3:10 |
| 7. | We Got the Party (avec Jonas Brothers) | 4:18 |

| 8.  | Start All Over           | 4:40 |
| 9.  | Good and Broken          | 2:57 |
| 10. | See You Again            | 3:42 |
| 11. | Let's Dance              | 3:26 |
| 12. | East Northumberland High | 3:52 |
| 13. | Girl's Night Out         | 3:49 |
| 14. | The Best of Both Worlds  | 3:27 |

### DVD
| 1. | Rock Star (Live de Salt Lake City)      | 3:30 |
| 2. | Start All Over (Live de Salt Lake City) | 4:22 |